# Wanderwege im Bergischen Land
Das Wandergebiet Bergisches Land ist geprägt durch sanfte Hügel. Das Bergische Land ist vorwiegend kleinteilig untergliedert, größere zusammenhängende Waldgebiete gibt es nur wenige. Wiesen und Wälder wechseln sich ab.

## Liste der Wanderwege
In die Liste sind die in den Wanderkarten des Landesvermessungsamtes NRW verzeichneten Hauptwanderwege aufgeführt. Diese sind überwiegend vom Sauerländischen Gebirgsverein ausgeschildert. Im Kölner Umland teilweise auch vom Kölner Eifelverein.

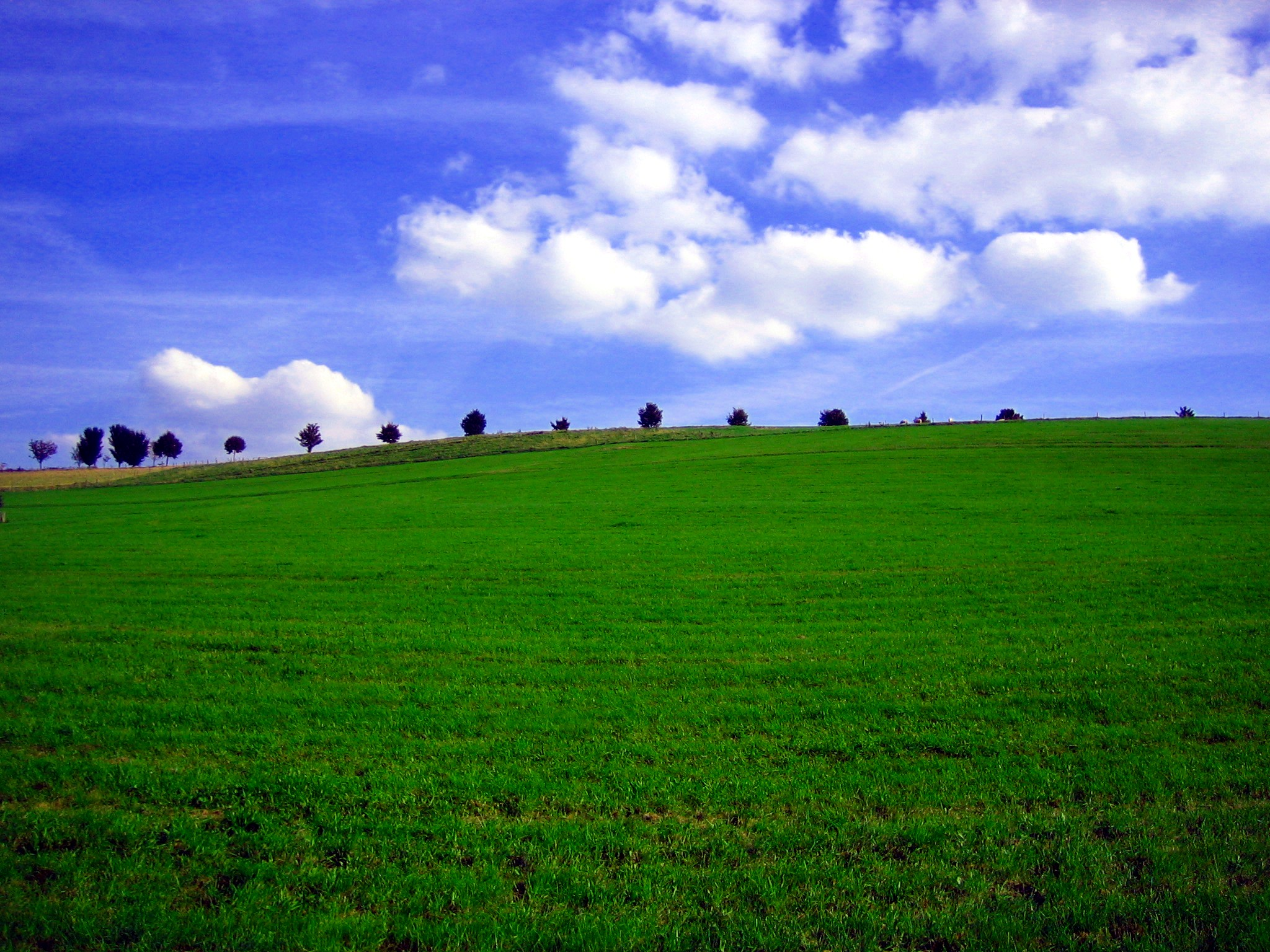
Landschaft bei Kürten

Die mit X ausgezeichneten Wanderwege bezeichnen Mehrtagestouren. Die mit > markierten Wege bezeichnen Tagestouren (um 25–35 km). Die Tagestouren sind ursprünglich als Streckenwanderung mit Beginn und Ende an einem Bahnhof konzipiert. Durch Stilllegung von Bahnstrecken und Bahnhöfen ist dies jedoch heute nicht mehr immer der Fall.

### Wege des Kölner Eifelvereins
- >1 von Rösrath nach Königswinter

Bahnhof Rösrath – Lohmar – Wahnbachtalsperre – Seligenthal – Bahnhof Königswinter
- >2 von Rath-Heumar nach Honrath

Haltestelle Königsforst – Hoffnungsthal – Bleifeld – Bahnhof Honrath
- >3 von Rath-Heumar nach Overath (ca. 38 km)

Haltestelle Königsforst – Rösrath – Wahlscheid – Naafbachtal – Bahnhof Overath
- >4 von Rath-Heumar nach Hommerich (ca. 37 km, bei Beginn Haltestelle Bensberg ca. 24 km)

Haltestelle Königsforst -Bensberg – Herkenrath – Spitze – Eichhof – Hommerich (Bahnverkehr 1960 eingestellt, es besteht aber Busverbindung zum S-Bahnhof Bergisch Gladbach)
- >5 von Rath-Heumar nach Vilkerath

Haltestelle Königsforst – Hoffnungsthal – Marialinden – Vilkerath (Haltepunkt der Bahn zwar geschlossen, es besteht aber Busverbindung zum Bahnhof Overath)
- >5a von Köln-Brück nach Honrath

Haltestelle Brück-Mauspfad – Forsbach – Bahnhof Honrath
- >6 von Köln-Brück nach Overath

Haltestelle Brück-Mauspfad – Bensberg – Immekeppel – Bahnhof Overath
- >7 von Köln-Brück nach Altenberg

Köln-Brück – Köln-Dellbrück – Odenthal – Altenberg (Busverbindung nach Bahnhof Leverkusen und mit Umsteigen in Odenthal nach S-Bahn Bergisch Gladbach)
- >8 von Bergisch Gladbach nach Burscheid-Hilgen

Bahnhof Bergisch Gladbach – Altenberg – Hilgen (Bahn stillgelegt)
- >9 von Bergisch Gladbach nach Ründeroth

Bahnhof Bergisch Gladbach – Herkenrath – Bärbroich – Hohkeppel – Engelskirchen – Bahnhof Ründeroth
- >10 von Schlebusch nach Burscheid

Haltestelle Schlebusch – Altenberg – Burscheid (Bahn stillgelegt)
- >11 von Schlebusch nach Burscheid

Haltestelle Schlebusch – Quettingen – Burscheid (Bahn stillgelegt)
- >12 von Hoffnungsthal nach Ründeroth

Bahnhof Hoffnungsthal – Overath – Marialinden – Heck – Bahnhof Ründeroth
- >13 von Bensberg nach Vilkerath

Haltestelle Bensberg – Herkenrath – Biesfeld – Schmitzhöhe – Hohkeppel – Vilkerath (Haltepunkt der Bahn zwar geschlossen, es besteht aber Busverbindung zum Bahnhof Overath bzw. nach Bensberg)
- >14 von Königsforst nach Thielenbruch

Haltestelle Königsforst – Frankenforst – Haltestelle Thielenbruch
- >15 von Königsforst nach Schlebusch

Haltestelle Königsforst – Bergisch Gladbach – Schildgen – Haltestelle Schlebusch
- >16 von Bergisch Gladbach nach Köln-Brück

Bahnhof Bergisch Gladbach – Refrath – Haltestelle Brück-Mauspfad

### Bezirkswege des Sauerländischen Gebirgsvereins

#### Bezirk Bergisch-Land
- ◊1 Bezirkswanderweg 1

Schladern – Rosbach – Seifen – Kaltau – Wittershagen – Morsbach – Forsthaus Mohrenbach
- ◊2 Bezirkswanderweg 2

Engelskirchen – Kaltenbach – Forst – Weiershagen – Hückhausen – Oberbantenbach – Bomig – Morkepütz – Marienhagen – Derschlag – Hackenberg – Bergneustadt-Auf dem Dümpel.
- ◊3 Bezirkswanderweg 3

Waldbröl – Niederbröl – Drinhausen – Stauweiher Bieberstein – Sotterbach – Volkenrath – Berghausen – Derschlag – Baldenberg – Hecke – Belmicke – Wegeringhausen – Auf dem Dümpel – Piene – Langenohl – Häusgermühle – Valbert
- ◊5 Landrat-Lucas-Weg (23 km)

Leverkusen-Opladen – Leichlingen (Rheinland) – Rüdenstein – Wupperhof – Glüder – Schloss Burg
- ◊6 Wupperweg (125 km)

Entlang der Wupper von der Quelle zur Mündung
- ◊8 Bezirkswanderweg 8 (51 km)

Radevormwald – Wuppertalsperre – Eschbachtalsperre – Wermelskirchen – Eifgental – Altenberger Dom – Odenthal – Dünnwalder Wald – Köln-Höhenhaus
- ◊9 Bezirkswanderweg 9 (32 km)

Wipperfürth – Kürten – Bergisch Gladbach
- Straße der Arbeit (240 km)

#### Bezirk Niederberg
- ◊3 Bezirkswanderweg 3 (39 km)

Velbert-Tönisheide – Wülfrath – Metzkausen – Düsseldorf-Knittkuhl – Aaper Wald – Düsseldorf-Grafenberg – Düsseldorf-Gerresheim
- ◊4 Düsseltalweg (32 km)

Velbert-Tönisheide – Wülfrath-Schlupkothen – Wülfrath-Düssel – Wuppertal-Schöller – Haan-Gruiten – Neandertal – Erkrath – Düsseldorf-Gerresheim

### Hauptwanderstrecken des Sauerländischen Gebirgsvereins (Mehrtagestouren)

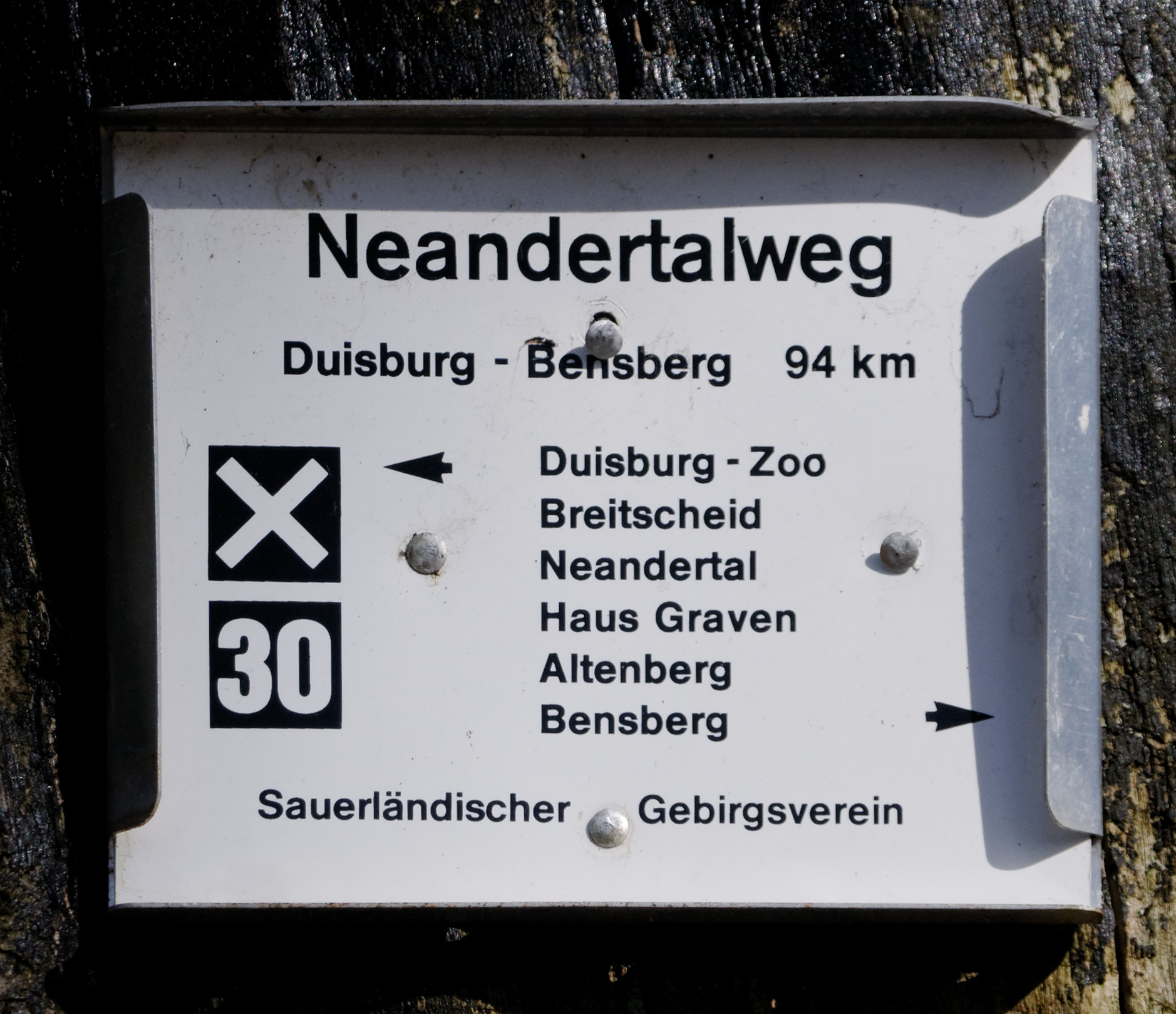
Neandertalweg

- X3 Talsperrenweg (174 km)

Hagen 0,0 – Hasper Talsperre 9,0 – Ennepetalsperre 21,0 – Halver 34,0 – Kerspetalsperre 42,0 – Lingesetalsperre 49,0 – Brucher Talsperre 53,0 – Aggertalsperre 64,0 – Auf dem Dümpel 72,0 – Biggetalsperre 84,0 – Krombach 104,0 – Kindelsberg 108,0 – Breitenbachtalsperre 113,0 – Hilchenbach 116,0 – Sohlbach 128,0 – Lahnhof 145,0 – Fischelbach 156,0 – Biedenkopf 174,0
- X7 Residenzenweg (153 km)

Arnsberg 0,0 – Hellefeld 7,5 – Kloster Brunnen 19,5 – Wildewiese 26,5 – Affeln 39,5 – Neuenrade 46,0 – Werdohl-Dresel 51,0 – Lüdenscheid 63,0 – Halver 76,0 – Egen 85,0 – Wuppertal-Beyenburg 104,0 – Rutenbeck 126,0 – Solingen-Gräfrath 130,0 – Kemperdiek 143,5 – Düsseldorf-Gerresheim 152,5
- X9 Rhein-Ruhr-Weg (169 km)

Dortmund 0,0 – Hohensyburg 13,0 – Schloss Hohenlimburg 35,0 – Albringwerde 47,0 – Lüdenscheid 58,0 – Kierspe 74,0 – Schloss Gimborn 88,0 – Ründeroth 98,0 – Drabenderhöhe 105,0 – Much 112,0 – Bröleck 123,0 – Eitorf 136,0 – Uckerath 147,0 – Nonnenberg 157,0 – Margarethenhöhe 163,0 – Königswinter 169,0
- X11 Lenne-Sieg-Weg (117 km)

Plettenberg 0,0 – Nordhelle 18,0 – Meinerzhagen 29,0 – Unnenberg 37,0 – Gummersbach 43,0 – Niederseßmar 47,0 – Marienhagen 51,0 – Wiehl 58,0 – Schloss Homburg 63,0 – Waldbröl 74,0 – Morsbach 84,0 – Junkernthal 96,0 – Freusburg 99,0 – Oberschelden 108,0 – Siegen 117,0
- X11a Rheinischer Weg (59 km)

Bergisch Gladbach 0,0 – Herkenrath 7,0 – Brombach 17,0 – Hohkeppel 22,0 – Holz 27,0 – Berghausen 42,0 – Gummeroth 50,0 – Gummersbach-Niederseßmar 59,0
- X12 Richard-Schirrmann-Weg (113 km)

Werdohl 0,0 – Welliner Baum 7,0 – Herscheid 13,0 – Ebbekamm – bei der Nordhelle – 18,0 – Valbert 21,0 – Drolshagen 36,0 – Silberkuhle 45,0 – Nosbach 51,0 – Erdingen 59,0 – Hermesdorf 65,0 – Waldbröl 71,0 – Altenherfen 85,0 – Schneppe 89,0 – Bröl 100,0 – Wahnbachtalsperre 104,0 – Siegburg 113,0
- X19 Schlösserweg (198 km)

Düsseldorf-Benrath 0,0 – Leichlingen (Rheinland) 23,0 – Wupperhof 34,0 – Sengbachtalsperre 41,0 – Schloss Burg – an der Wupper 44,0 – Dreibäumen 59,0 – Wipperfeld 70,0 – Kloster Ommerborn 78,0 – Rönsahl 97,0 – Meinerzhagen 110,0 – Lieberhausen 117,0 – Blockhaus 129,0 – Rothemühle 140,0 – Freudenberg 152,0 – Siegen 167,0 – Wilnsdorf 177,0 – Haiger 192,0 – Dillenburg 198,0
- X22 Kurkölner Weg (153 km)

Meschede 0,0 – Wenholthausen 14,5 – Eslohe 19,0 – Weuspert 31,5 – Lenhausen 39,5 – Bamenohl 43,5 – Attendorn 53,5 – Olpe 71,5 – Silberkuhle 82,5 – Blankenbach 87,0 – Oberbierenbach 103,0 – Drabenderhöhe 114,5 – Naafbachtal 128,0 – Hoffnungsthal 145,0 – Köln-Rath 153,0
- X28 Graf-Engelbert-Weg (111 km)

Hattingen 0,0 – Isenburg 5,0 – Köllershof 14,5 – Feldersbach 18,0 – Schee 21,5 – Schwelm 26,0 – Spreeler Mühle 34,0 – Radevormwald 43,0 – Bevertalsperre 53,0 – Wipperfürth 63,0 – Fähnrichstüttem 65,0 – Remshagen 74,0 – Engelskirchen 77,0 – Drabenderhöhe 86,0 – Schladern 111,0
- X29 Bergischer Weg (133 km)

Essen-Rüttenscheid 0,0 – Baldeneysee 10,0 – Velbert 18,5 – Neviges 25,0 – Wuppertal-Varresbeck 35,5 – Wuppertal-Cronenberg 42,0 – Müngsten 48,0 – Burg an der Wupper 54,5 – Markusmühle 65,0 – Bechen-Neuenhaus 76,0 – Hohkeppel 89,5 – Schloss Ehreshoven 92,5 – Marialinden 101,0 – Neunkirchen 115,5 – Winterscheid 120,5 – Blankenberg 128,0 – Uckerath 133,0
- X30 Neandertalweg (94 km) Neandertalweg

Zoo Duisburg – Breitscheid – Neandertal – Haus Graven – Altenberg – Bensberg

### Hauptwanderstrecke desWesterwald-Vereins(Mehrtagestour)
- K Kölner Weg (253 km)

Köln-Rath – Hoffnungsthal – Lohmar – Neunkirchen – Bad Marienberg – Siebengebirge

### Ortswanderwege

#### Bergisch Gladbach
Ausgangspunkt Frankenforst, Parkplatz BASt
| Art           | Wegzeichen | Wegstrecke                                             | Weglänge |
| ------------- | ---------- | ------------------------------------------------------ | -------- |
| Rundwanderweg | A1         | BASt – Hexenteich – Kettners Weiher – BASt             | 5,4 km   |
| Rundwanderweg | A2         | BASt – Wolfsweg – Monte Troodelöh – Kaisereiche – BASt | 5,9 km   |

#### Rösrath
Ausgangspunkt Forsbach, Parkplatz an der L 170 (Vor Ortseingang West)
| Art           | Wegzeichen | Wegstrecke                                                      | Weglänge |
| ------------- | ---------- | --------------------------------------------------------------- | -------- |
| Rundwanderweg | A1         | Dreibornberg – Kaisereiche – Monte Troodelöh – Großer Steinberg | 9 km     |
| Rundwanderweg | A2         | Forsbacher Mühle – ehemaliger Bahndamm – Waldgebiet             | 5 km     |
| Rundwanderweg | A3         | Dreibornberg – Kaisereiche – Mergelsberg                        | 6 km     |

## Weitere Informationsquellen

#### Wanderkarten
- Landesvermessungsamt Nordrhein-Westfalen (Hrsg.): Naturpark Bergisches Land (Nord), Freizeitkarte NRW Nr. 19, 1:50000, mit Wander- und Radwanderwegen. ISBN 3-89439-489-7.
- Landesvermessungsamt Nordrhein-Westfalen (Hrsg.): Naturpark Bergisches Land (Süd), Freizeitkarte NRW Nr. 24, 1:50000, mit Wander- und Radwanderwegen. ISBN 3-89439-494-3.
- Landesvermessungsamt Nordrhein-Westfalen (Hrsg.): Bergisch Gladbach, Odenthal, Königsforst, Wanderkarte NRW Nr. 3, 1:25000, mit Wanderwegen. ISBN 3-89439-644-X.
- Landesvermessungsamt Nordrhein-Westfalen (Hrsg.): Lindlar im Naturpark Bergisches Land, Wanderkarte NRW Nr. 4, 1:25000, mit Wanderwegen. ISBN 3-89439-641-5.
- Landesvermessungsamt Nordrhein-Westfalen (Hrsg.): Lohmar mit Wahnbachtalsperre und Naafbachtal, Wanderkarte NRW Nr. 15, 1:25000, mit Wanderwegen. ISBN 3-89439-659-8.
- Landesvermessungsamt Nordrhein-Westfalen (Hrsg.): Oberbergisches Talsperrenland, Wanderkarte NRW Nr. 31, 1:25000, mit Wanderwegen. ISBN 3-89439-671-7.

#### Wanderführer
- Sabine Keller: Rother Wanderführer Bergisches Land, 3. Auflage 2010. ISBN 978-3-7633-4180-1
- Peter Squentz: Das Bergische Land – 33 Tippeltouren, 1. Auflage 2004. ISBN 3-7616-1497-7
- Evert Everts: Der Kölner Weg – Eine Wanderung in 17 Etappen, 1. Auflage 2009. ISBN 978-3770013142